# 中川清貴
中川 清貴（なかがわ きよたか、1955年1月2日 - ）は、日本の実業家。丸善CHIホールディングス代表取締役社長、丸善ジュンク堂書店代表取締役社長。

## 人物・経歴
三重県出身。1977年同志社大学工学部卒業、大日本印刷入社。教育・出版流通ソリューション本部長を経て、2010年執行役員経営企画部長に昇格。2011年hontoブックサービス代表取締役社長兼丸善CHIホールディングス取締役。2014年から丸善CHIホールディングス代表取締役社長兼丸善取締役兼図書館流通センター取締役兼雄松堂書店取締役兼丸善書店取締役兼ジュンク堂書店取締役兼丸善出版取締役兼大日本印刷執行役員を務め、2017年からは丸善ジュンク堂書店代表取締役社長も兼務し、同年大日本印刷では常務執行役員に昇格した。